# 江海站
江海站，建设时期曾称外海站，是广珠城际铁路江門支線的高架車站，位於广东省江门市江海区外海街道江门高新区连海路，與中山市古镇镇隔江相望，是广珠城际進入江門境内的第一站。车站于2024年1月10日启用。

## 车站结构
本站为高架二层侧式车站。
| 地上二层 | 侧式站台 | 侧式站台                          | 侧式站台 | 侧式站台 |
|          | 2站台    | 广珠城际 广州南方向（下站：古镇） |          |          |
|          | 1站台    | 广珠城际 江门方向（下站：江门东） |          |          |
|          | 侧式站台 |                                   |          |          |
| 地面     | 站厅     | 进出站口、售票处、候车区          |          |          |

## 历史
江海站建设时，因未与拆迁户沟通好征地补偿，加上施工引起附近房屋受损，故进度较为缓慢。
2011年1月，江海站已随广珠城际同步建成，但因预测客流不足等因素久未开放，直到2024年1月10日才启用。

## 利用状况
江海站开通初期，每日停靠四趟列车，广州、江门方向各两列。